# Збуж (Тверская область)
Збуж — деревня в Бежецком районе Тверской области. Входит в состав Васюковского сельского поселения.

## География
Находится в восточной части Тверской области на расстоянии приблизительно 16 км по прямой на юг от районного центра города Бежецк.

## История
Деревня была отмечена еще на карте 1825 года. В 1859 году здесь (деревня Бежецкого уезда Тверской губернии) было учтено 18 дворов, в 1941 — 20, в 1978 — 16.

## Население
Численность населения: 176 человек (1859 год), 7 (русские 86 %) в 2002 году, 1 в 2010.